# Muslimska Mindanao

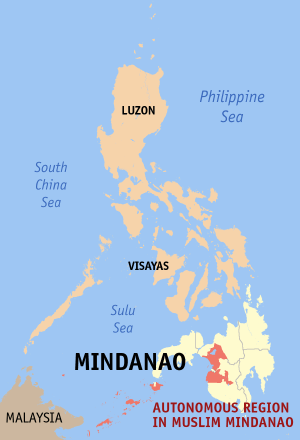
Muslimska Mindanaos läge.

Den autonoma regionen muslimska Mindanao (ARMM; Rehiyong Awtonomo ng Muslim Mindanao) är en av Filippinernas regioner och har 3 244 800 invånare (2006) på en yta av 12 695 km².
Regionen täcker ett område av ön Mindanao samt Suluöarna och består av de sex provinserna Basilan, Lanao del Sur, Maguindanao, Shariff Kabunsuan, Sulu och Tawi-Tawi. Cotabato City är säte för den regionala regeringen, trots att själva staden ingår i regionen SOCCSKSARGEN.
Muslimska Mindanao bildades 1 augusti 1989 och invigdes officiellt 6 november 1990 i Cotabato City.
Guvernör sedan 30 september 2005 är Zaldy Ampatuan.
Bland talade språk i regionen märks maguindanao, maranao, ausug, malajiska och arabiska.